# K Desktop Environment
K Desktop Environment ist eine Desktop-Umgebung des KDE-Projektes für unixähnliche Betriebssysteme (insbesondere Linux) und war Teil der KDE Software Compilation. K Desktop Environment wurde 2009 durch den Nachfolger KDE Plasma Workspaces abgelöst.

## Beginn der Entwicklung
Das Projekt wurde am 14. Oktober 1996 von Matthias Ettrich unter dem Namen Kool Desktop Environment ins Leben gerufen. Die Programmierer orientierten sich zunächst am damals bereits verfügbaren, aber proprietären Unix-Desktop CDE, sowohl vom Funktionsumfang als auch vom Namen her. Sie setzten aber von Anfang an auf die objektorientierte Programmiersprache C++ und auf die bereits bestehende, umfangreiche Oberflächenbibliothek Qt, die von Trolltech entwickelt worden war.
Schon früh wurde die Bezeichnung Kool aufgegeben, das K verblieb damit ohne weitere Bedeutung im Namen.

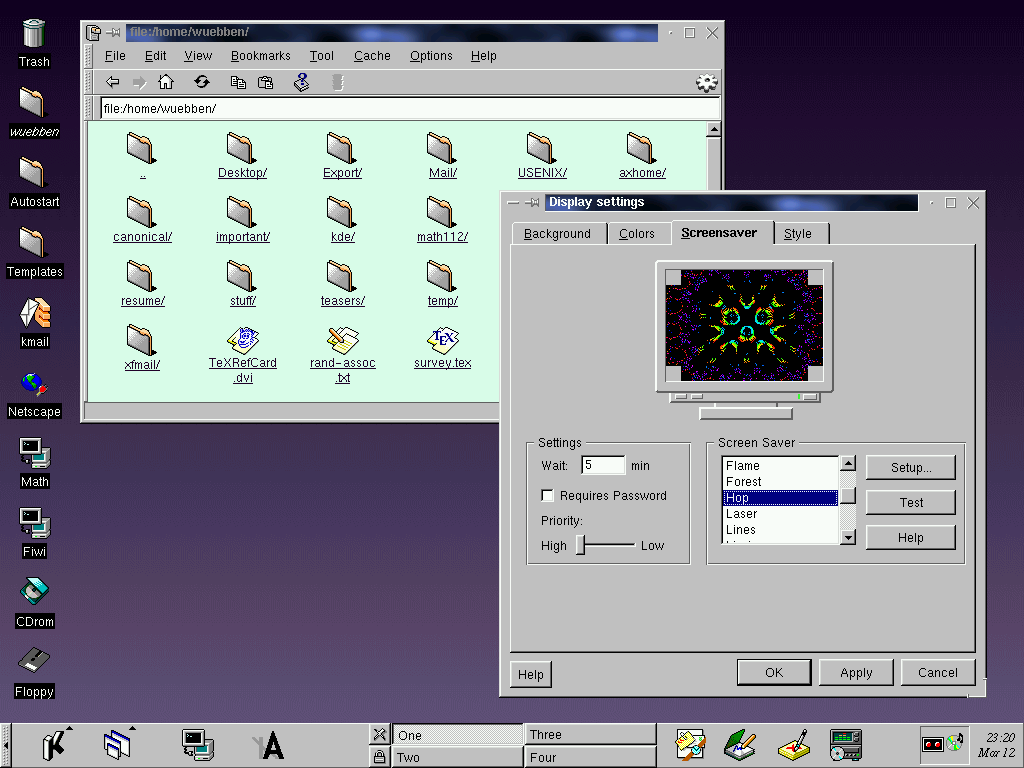
K Desktop Environment Beta 3

Die einzelnen KDE-Komponenten wurden zunächst relativ unkoordiniert entwickelt, weshalb es auch keine einheitlichen Alpha-Versionen gab. Entwicklungsversionen wurden von den Komponenten separat veröffentlicht und wurden auf Mailinglisten anderen Entwicklern angekündigt.
Knapp über ein Jahr nach Gründung des Projekts, am 20. Oktober 1997, erschien dann die erste Beta-Version. Es folgten noch drei weitere Beta-Versionen: Beta 2 am 23. November 1997, Beta 3 am 1. Februar 1998 und schließlich Beta 4 am 19. April 1998.
| Zeitleiste der größeren Veröffentlichungen | Zeitleiste der größeren Veröffentlichungen |
| Datum                                      | Version                                    |
| KDE 1                                      | KDE 1                                      |
| ------------------------------------------ | ------------------------------------------ |
| 14. Oktober 1996                           | Projekt durch Matthias Ettrich angekündigt |
| 20. Oktober 1997                           | Beta 1                                     |
| 12. Juli 1998                              | KDE 1.0                                    |
| 6. Februar 1999                            | KDE 1.1                                    |
| KDE 2                                      |                                            |
| 23. Oktober 2000                           | KDE 2.0                                    |
| 26. Februar 2001                           | KDE 2.1                                    |
| 15. August 2001                            | KDE 2.2                                    |
| KDE 3                                      |                                            |
| 3. April 2002                              | KDE 3.0                                    |
| 28. Januar 2003                            | KDE 3.1                                    |
| 3. Februar 2004                            | KDE 3.2                                    |
| 19. August 2004                            | KDE 3.3                                    |
| 16. März 2005                              | KDE 3.4                                    |
| 29. November 2005                          | KDE 3.5                                    |
| 26. August 2008                            | KDE 3.5.10                                 |
| Trinity                                    |                                            |
| 29. April 2010                             | Trinity 3.5.11                             |
| 3. Oktober 2010                            | Trinity 3.5.12                             |
| 1. November 2011                           | Trinity 3.5.13                             |

## K Desktop Environment 1.x
Am 12. Juli 1998 wurde die finale Version 1.0 des K Desktop Environments veröffentlicht. Diese frühe Version wurde von der Unix-Community mit gemischten Gefühlen aufgenommen: Viele kritisierten die Verwendung des unfreien Programmpakets Qt zur Erstellung eines freien Desktops; statt auf Qt habe man auf Motif – damals Standard für grafische Oberflächen unter unixoiden Systemen – oder dessen freien Klon LessTif setzen sollen. Den Kritikern zum Trotz wurde KDE von vielen Endanwendern positiv aufgenommen und fand seinen Weg in erste Linux-Distributionen.

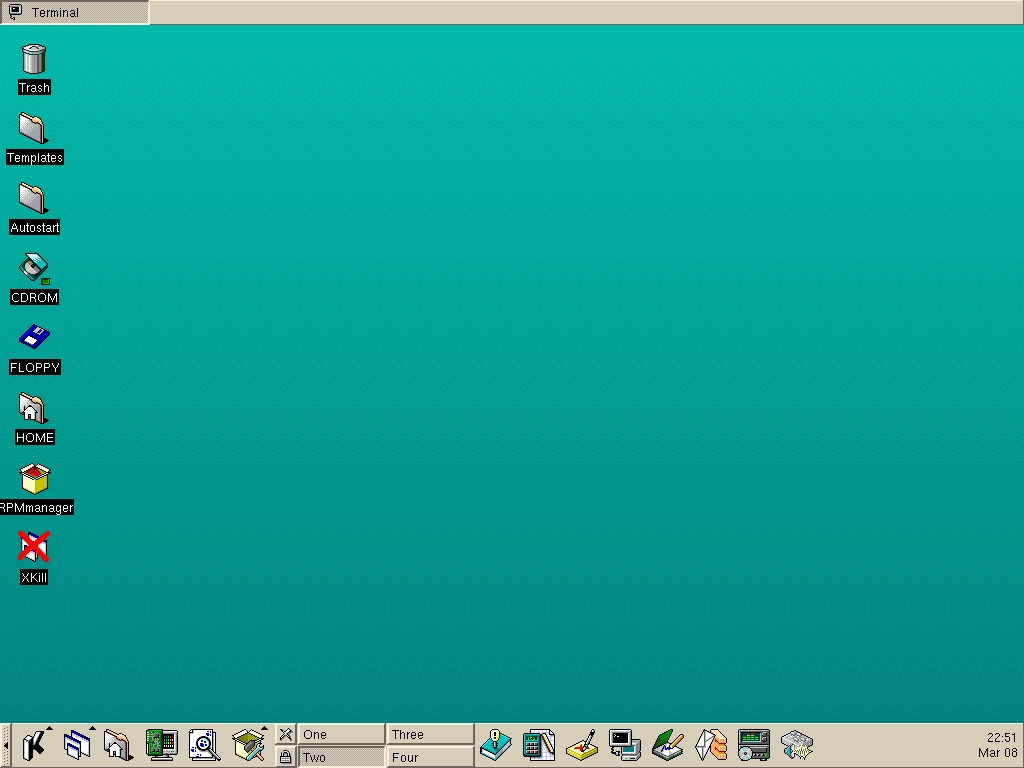
K Desktop Environment 1.0

Eine der Konsequenzen der Diskussion um die Lizenz von Qt war, dass das lange Jahre nur als Idee existierende Gnome-Projekt nun in Angriff genommen wurde, um einen vollkommen freien Desktop zu schaffen. Ein weiterer Lösungsansatz war, im Rahmen des Projekts Harmony, einen freien, aber vollständig kompatiblen Ersatz für Qt zu entwickeln. Bedingt durch Druck, der auf Trolltech ausgeübt wurde und durch die Überzeugungsarbeit der KDE-Entwickler entschied sich Trolltech im April 1999 dafür, Qt in einer speziellen, freieren Version zur Verfügung zu stellen, die die Ansprüche der Community weitestgehend erfüllte. Aus diesem Grund wurde das Projekt Harmony eingestellt, während Gnome jedoch – bis heute – weiterentwickelt wird. Damit war auch der Weg frei für die Aufnahme von KDE in jene Linux-Distributionen, die sich dem bislang mit Verweis auf die Lizenzproblematik verweigert hatten.

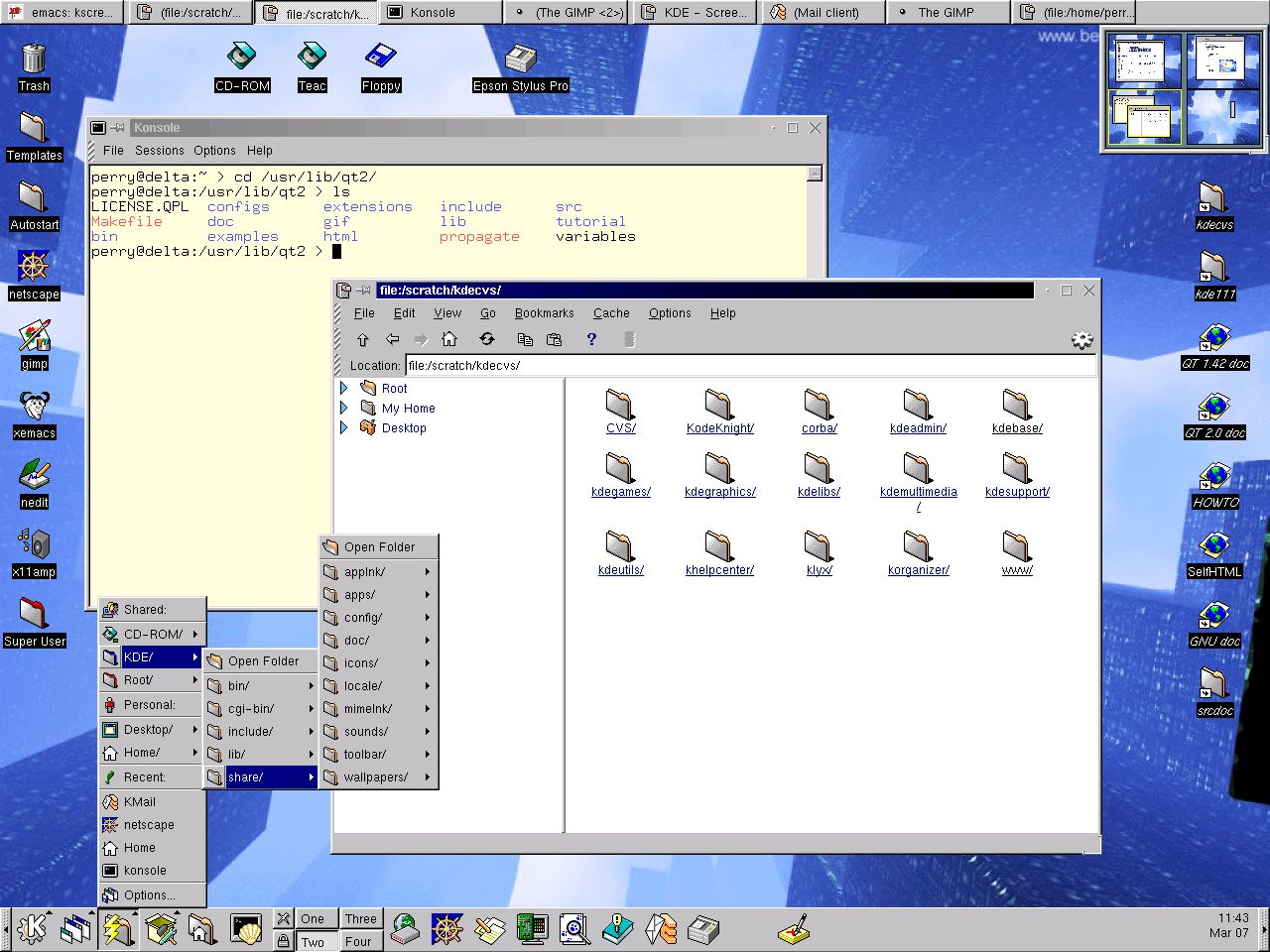
KDE 1.1

Am 6. Februar 1999 hat Stephan Kulow für das KDE-Projekt die Version 1.1 veröffentlicht. Sichtbare Änderungen waren ein generalüberholtes Artwork mit neuen Icons, Hintergrundbildern und ein neues Logo von Torsten Rahn aus dem Buchstaben „K“ vor einem Zahnrad, das in abgewandelter Form bis heute Verwendung findet.
Umfangreiche Änderungen gab es u. a. auch am Konqueror-Vorgänger kfm, dem Programmstarter kpanel und dem KWin-Vorläufer kwm. Neu eingeführt wurden z. B. kab, eine Programmbibliothek zur Adressverwaltung und eine Neuentwicklung von KMail, kmail2 genannt, die als Alpha-Version parallel zu einer aktualisierten Version des alten KMails installiert wurde. Das Alpha-Stadium verließ kmail2 allerdings nie und die Entwicklung wurde kurz danach eingestellt.
Gleichzeitig bereitete Trolltech die 2.0-Veröffentlichung von Qt vor mit einer Beta-Version am 28. Januar 1999. Deshalb gab es keine größeren Versionssprünge der auf Qt 1 basierenden KDE-1-Versionen. Stattdessen wurden am 3. Mai 1999 und 13. September 1999 nur noch die Fehlerkorrektur-Versionen 1.1.1, respektive 1.1.2 veröffentlicht.
K Desktop Environment 1.1 erntete positive Kritiken.

## K Desktop Environment 2.x

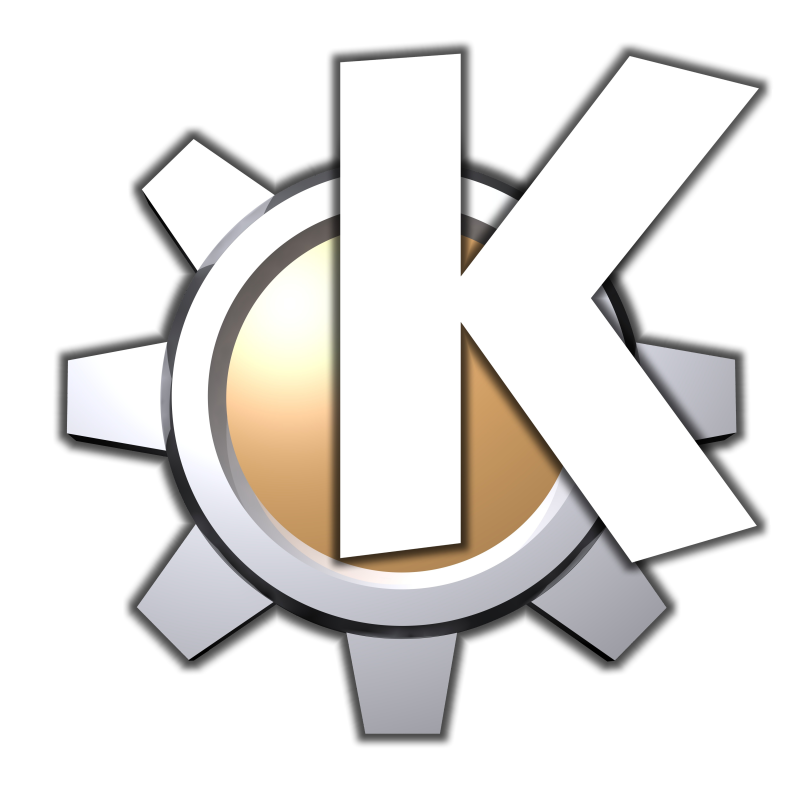
Logo von Version 2

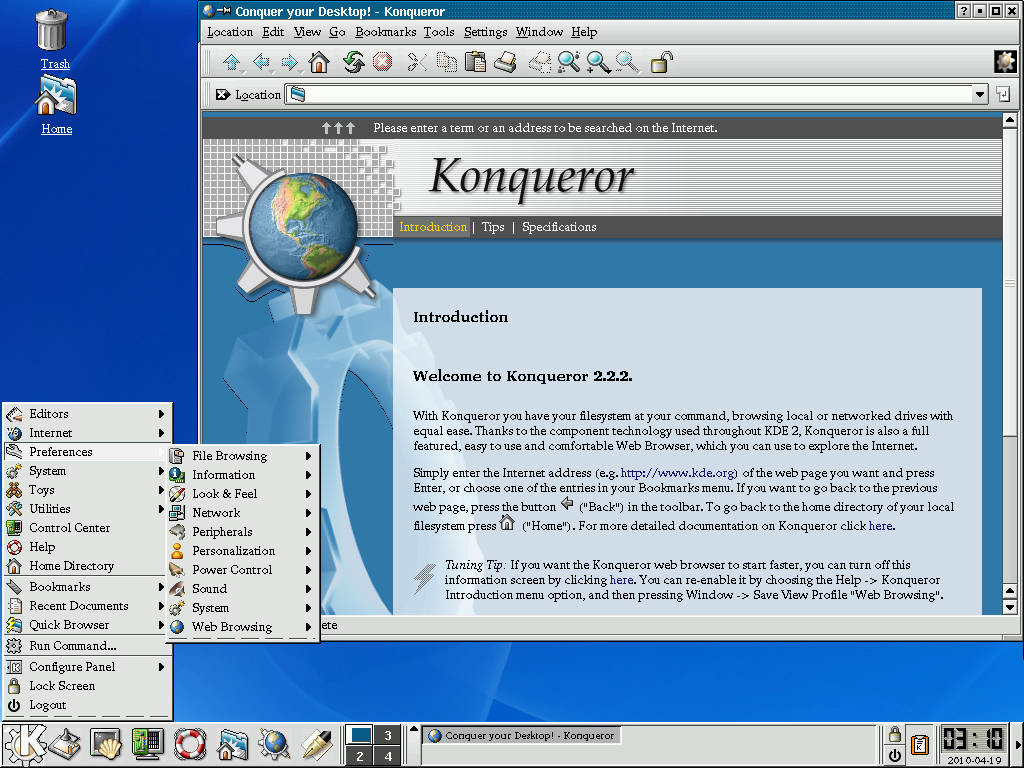
K Desktop Environment 2.2.2

Am 25. Juni 1999 veröffentlichte Trolltech die stabile Version 2.0 von Qt. Da sie nicht binärkompatibel zu den 1er-Versionen von Qt war, bedeutete das auch für das KDE-Projekt, dass ein Wechsel zu Qt 2 nicht innerhalb der ersten KDE-Generation möglich ist. Der dadurch ohnehin anstehende große Versionssprung wurde dann dazu benutzt, die Infrastruktur des KDE-Systems rundum zu überarbeiten. Die erste Alpha-Version erschien am 15. Dezember 1999. Es brauchte fast ein Jahr, bis die erste stabile Version erschien.
Abgesehen von neuen Schlüsseltechnologien, die mit KDE 2 eingeführt wurden, war ein herausragendes Merkmal von KDE 2.0, dass es auf Qt 2.2 basierte. Qt 2.2 wurde von Trolltech nun auch unter die Lizenz GPL 2.0 gestellt. Von da an bestand nicht mehr der Lizenz-Konflikt zwischen von KDE verwendeten GPL und der QPL von Qt.
Zu den neuen Schlüsseltechnologien gehörte etwa DCOP (Desktop COmmunication Protocol) zur Interprozesskommunikation, welches inzwischen von D-Bus abgelöst wurde. KIO (KDE Input/Output) als einheitliche Schnittstelle zu Dateisystemen und KParts, einem Component Object Model, das es erlaubt eine Anwendung in eine andere einzubetten.
Die KDE-Version 2.0 wurde am 23. Oktober 2000 veröffentlicht und bedeutete für KDE den Durchbruch als feste Institution unter den X11-Oberflächen. Aufsehen erregte vor allem Konqueror, der neue KDE-Dateimanager und -Webbrowser. Dies lag daran, dass Unix zu dieser Zeit unter einem Defizit an brauchbaren Webbrowsern litt – Netscape Navigator war veraltet und instabil, während Mozilla noch nicht fertiggestellt war.
Von der zweiten KDE-Generation gab es insgesamt drei größere Versionen. Neben 2.0 erschienen am 26. Februar 2001 noch die Version 2.1 und am 15. August die Version 2.2. Für 2.0 erschien eine Fehlerkorrektur-Veröffentlichung, für 2.1 und 2.2 jeweils zwei.

## K Desktop Environment 3.x

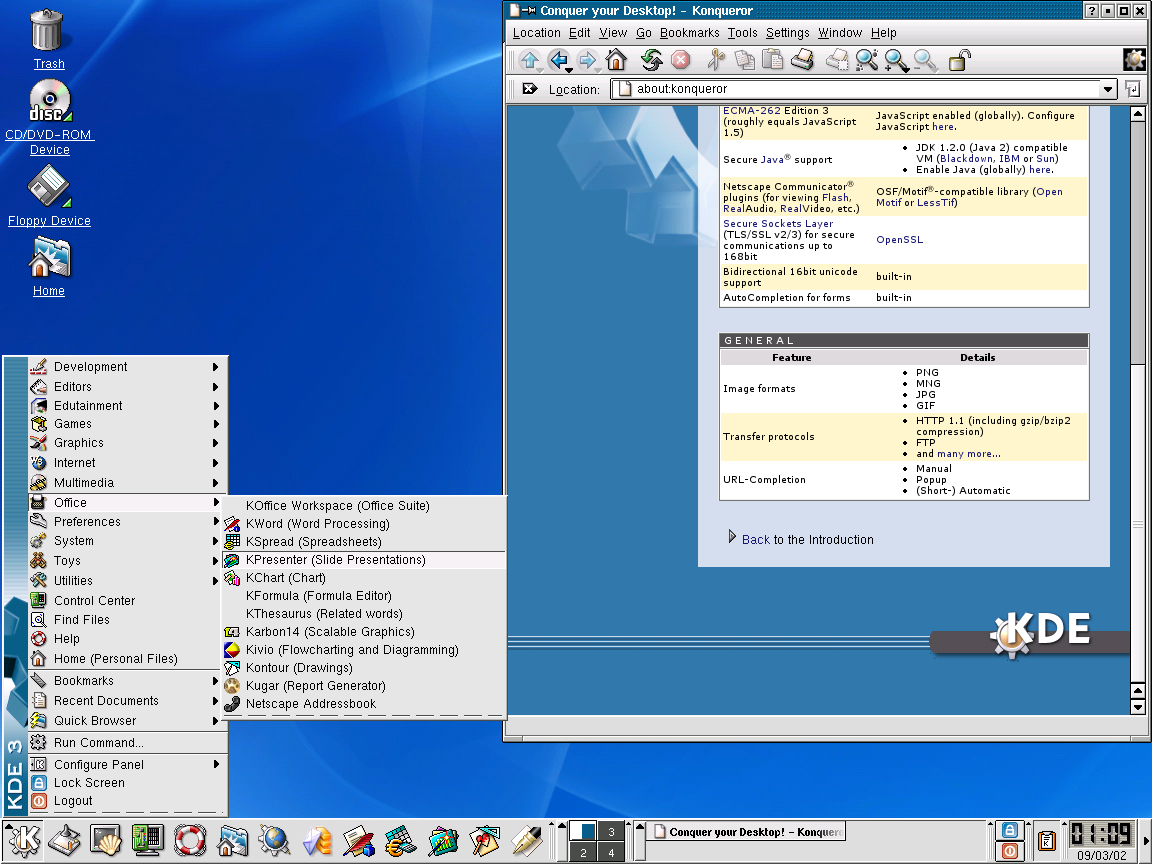
K Desktop Environment 3.0

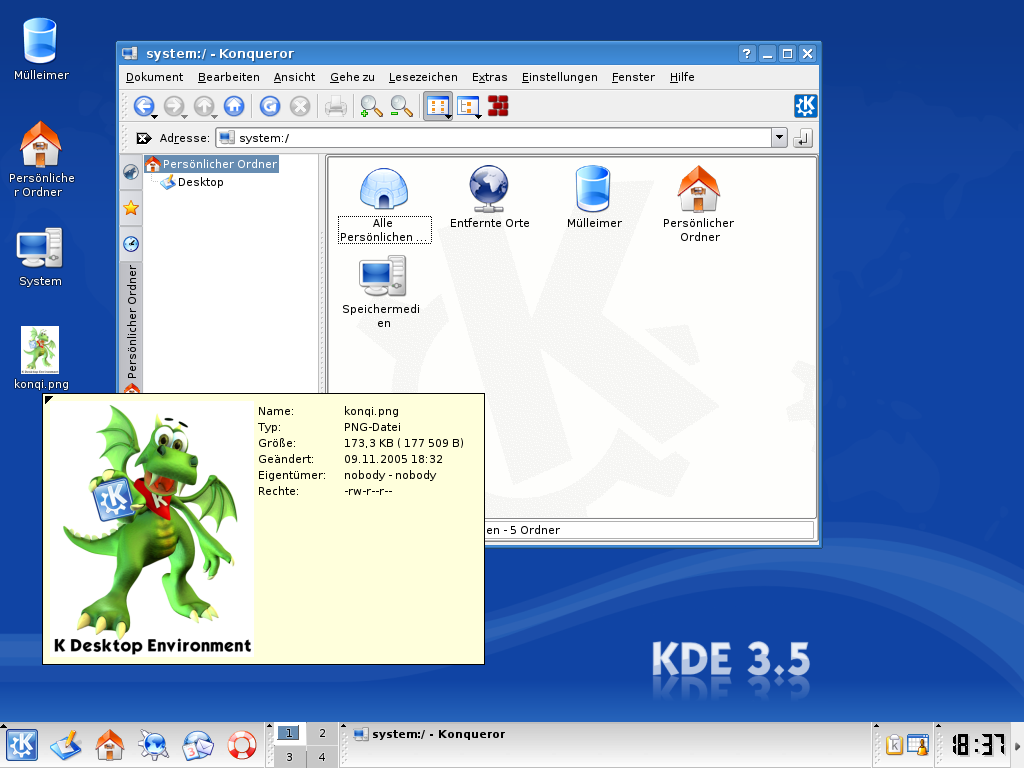
K Desktop Environment 3.5

In der Version 3.0 vom 3. April 2002 war in erster Linie eine Portierung des K Desktop Environments auf die neue Hauptversion 3 des zugrunde liegenden Frameworks Qt, welches am 15. Oktober 2001 erschien. Außerdem erhielt KDE ein neues Drucker-Framework und der Webbrowser Konqueror konnte DHTML interpretieren.
Mit der Version 3.1 vom 28. Januar 2003 bekam K Desktop Environment ein sogenanntes Desktop Sharing Framework. Mit dessen Hilfe kann ein KDE-Desktop von einem entfernten Rechner aus bedient werden, was z. B. zur entfernten Administration durch eine Kundenbetreuung benutzt werden kann. Ab der Version 3.1 beherrscht Konqueror Tabbed Browsing.
Ab der Version 3.2 vom 3. Februar 2004 besitzt KDE den integrierten Personal Information Manager mit dem Namen Kontact. Diese Software-Suite vereinigt E-Mail, Adressbuch, Kalender, Terminplaner, Newsreader, Wetteranzeige, Geburtstagserinnerung, Notizblock und Aufgabenliste (to-do list) in einer Anwendung.
In der Version 3.3 vom 19. August 2004 wurde vor allem die Integration der verschiedenen Programme mit Kontact verbessert, um einheitlich auf verschiedene Aspekte derselben Daten zugreifen zu können.
Die am 16. März 2005 veröffentlichte Version 3.4 brachte neben dem grundlegend überarbeiteten Programm KPDF zum Anzeigen von PDF-Dateien auch eine Schnittstelle zur Ausgabe von Text als Sprache mit sich. Seit dieser Version können verschiedene Programme, wie z. B. der Webbrowser, der PDF-Anzeiger oder der Editor Kate, ihre angezeigten Texte direkt als Sprache ausgeben lassen.
In der Version 3.5 vom 29. November 2005 wurde der Webbrowser Konqueror stark verbessert. Er besteht nun den Acid2-Test des Web Standards Projects und ist zusätzlich in der Lage, Werbung auf Webseiten mittels eines konfigurierbaren Werbefilters auszublenden. Dem Instant Messenger Kopete wurde Unterstützung von Webcams für die Protokolle MSN und Yahoo Messenger hinzugefügt. KDE 3.5 enthält außerdem drei neue Lernprogramme (KGeography, Kanagram und blinKen) sowie das Werkzeug SuperKaramba, das zur Darstellung von Desktop-Widgets dient.
Die bislang letzte Version der KDE-3.5er-Reihe wurde am 26. August 2008 mit der Versionsnummer 3.5.10 veröffentlicht.

## Nachfolger

### KDE Plasma Workspaces und Software Compilation 4

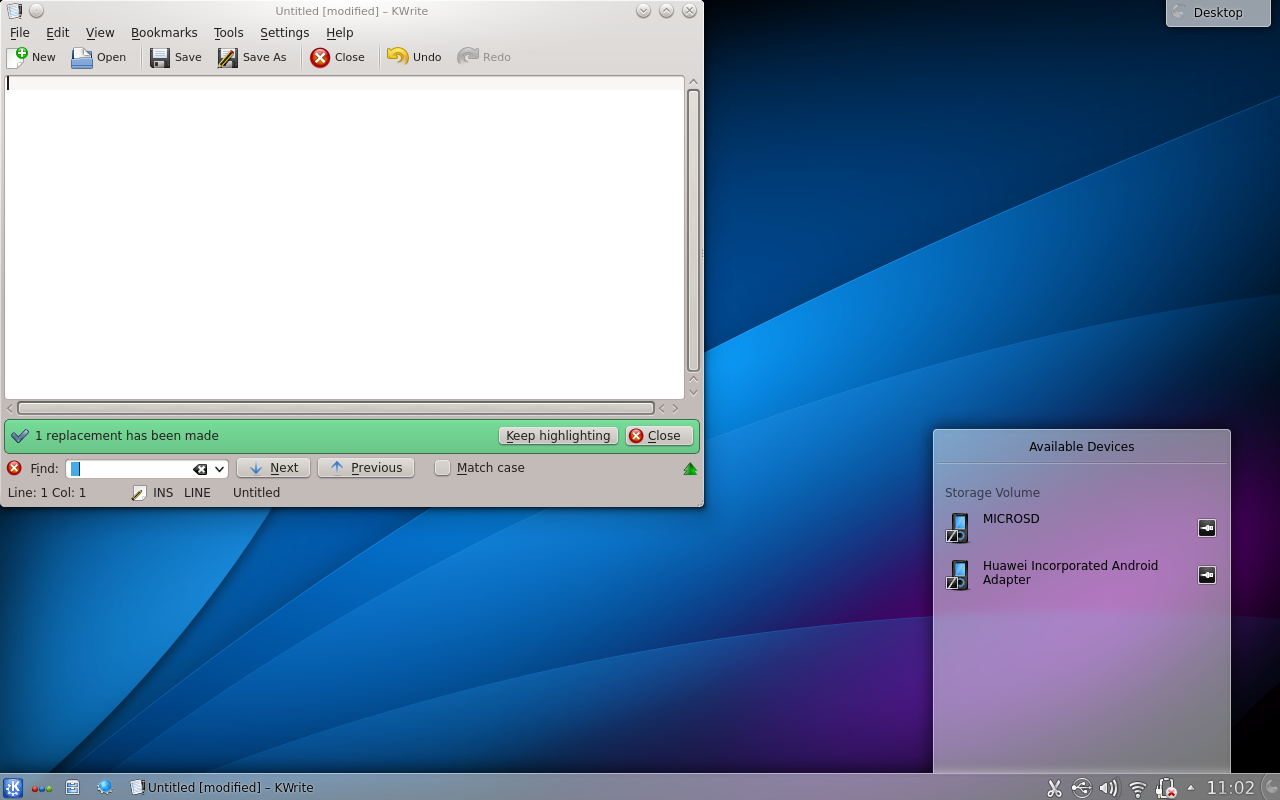
KDE Plasma Workspaces

Am 11. Januar 2008 wurde die vierte Hauptversion – „KDE 4“ – veröffentlicht. Die Ausformulierung „K Desktop Environment“ wurde nicht mehr benutzt und die technisch eigenständige und vollkommen neu entwickelte Desktop-Umgebung wurde „Plasma desktop shell“ genannt. Am 24. November 2009, kurz vor der Veröffentlichung der Version 4.3.4, wurde eine Neupositionierung der Marke „KDE“ angekündigt, die mit der Version 4.4 umgesetzt wurde. Seither wird KDE nicht mehr als Akronym, sondern als feststehender Ausdruck für die dahinter stehende Gemeinschaft genutzt. Das Paket aus verschiedenen Komponenten (Anwendungen, Frameworks und Desktop-Umgebungen), das früher K Desktop Environment ausgemacht hat, wurde in drei Produkte aufgeteilt, welche seitdem gleichzeitig als KDE Software Compilation veröffentlicht werden.

### Trinity Desktop Environment

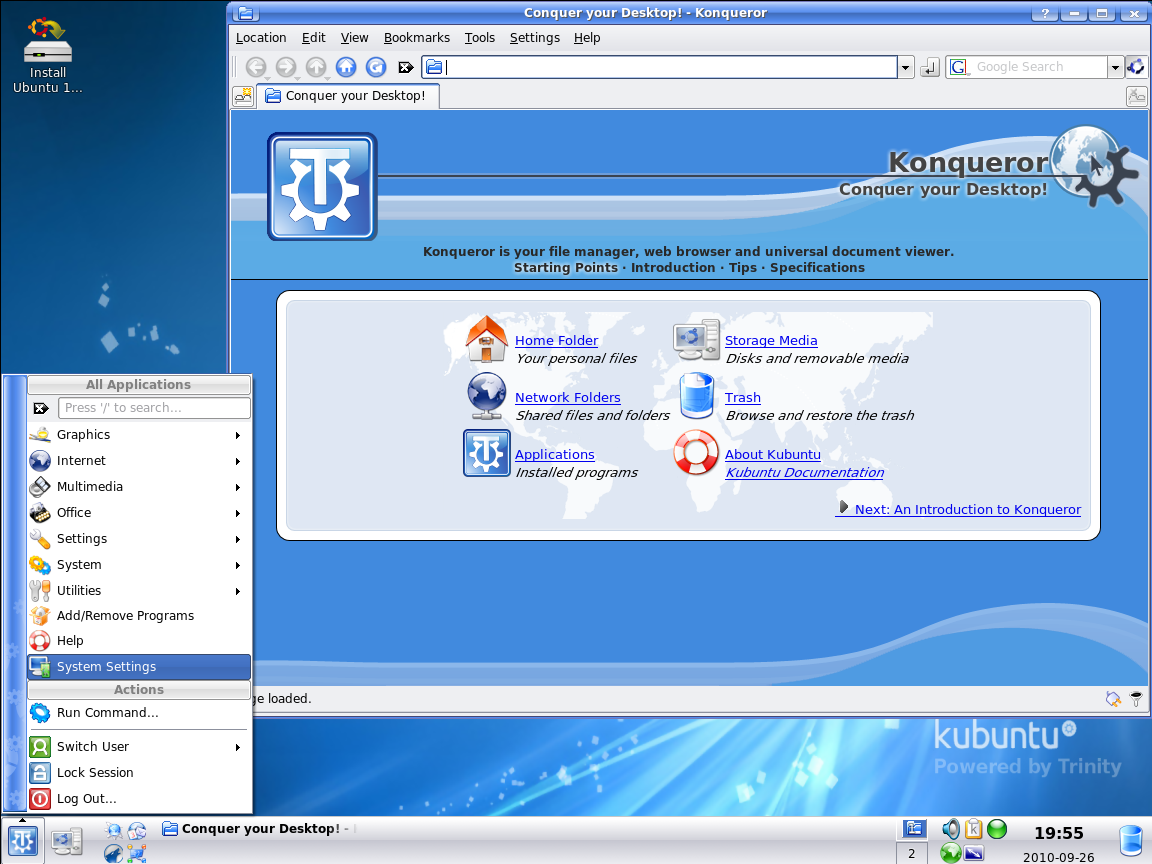
Trinity 3.5.12

Trinity Desktop Environment ist eine halb-offizielle Fortsetzung der 3.5-Reihe. Die Entwicklung fand ursprünglich in der SVN-Versionsverwaltung von KDE statt, während Webseite, Mailinglisten und andere Web-Dienste beim Projektinitiator Pearson Computing beheimatet sind. Mittlerweile ist Trinity allerdings vollkommen unabhängig von KDE und betreibt einen eigenen Git-Server.